# 第9期棋聖戦 (囲碁)
第9期棋聖戦（だい9き きせいせん）
囲碁の第9期棋聖戦は、1984年（昭和59年）に開始され、前年の第8期まで2連覇の趙治勲と、挑戦者武宮正樹九段による挑戦手合七番勝負が1985年1月から行われ、実利派と大模様派の対決を趙治勲が4勝3敗で制して棋聖位を防衛、3連覇を果たした。この七番勝負第一局はタイトル戦の初の海外対局として、趙の故郷韓国のソウルで行われて、熱狂的な歓迎を受けた。

## 方式
- 参加棋士は、日本棋院・関西棋院の棋士。
- 仕組み
  - 各段優勝戦:初段から九段までの各段で、それぞれトーナメントで優勝を争う。
  - 全段争覇戦:初段から六段までの各段優勝者と七段戦・八段戦上位2名、九段戦ベスト4で、パラマス式トーナメントを行う。
  - 最高棋士決定戦:本因坊、十段、天元、王座、碁聖のタイトル保持者（名人は趙治勲）と、全段争覇戦の上位者、及び棋聖審議会推薦棋士の計11名によるトーナメントで、前期棋聖への挑戦者を決める。
- コミは5目半。
- 持時間は、四段戦までは5時間、五段戦以上は6時間、挑戦手合七番勝負は各9時間。
- 優勝賞金 2300万円

## 結果

### 各段優勝戦・全段争覇戦
各段戦の初段戦では、1983年入段の平野則一が優勝。二段戦は第7期初段戦優勝の鄭銘琦、三段戦は82年入段の村松竜一、四段戦は80年入段の石倉昇、五段戦は趙治勲の兄の趙祥衍が優勝。六段戦は前期に続いて新垣武が連続優勝。七段戦は小林覚が優勝、谷宮悌二が準優勝。八段戦は川本昇が優勝、安倍吉輝が準優勝。九段戦は小林光一が優勝した。全段争覇戦では、小林覚が優勝、九段戦5位の武宮正樹、苑田勇一とともに最高棋士決定戦に進出した。
| 初段戦優勝 平野則一   | 平野                  | 村松                  | 石倉                  | 石倉                  | 新垣                  | 新垣                  | 武宮 | 武宮 | 小林 |
| 二段戦優勝 鄭銘琦     | 平野                  | 村松                  | 石倉                  | 石倉                  | 新垣                  | 新垣                  | 武宮 | 武宮 | 小林 |
| 三段戦優勝 村松竜一   |                       | 村松                  | 石倉                  | 石倉                  | 新垣                  | 新垣                  | 武宮 | 武宮 | 小林 |
| 四段戦優勝 石倉昇     |                       |                       | 石倉                  | 石倉                  | 新垣                  | 新垣                  | 武宮 | 武宮 | 小林 |
| 五段戦優勝 趙祥衍     |                       |                       |                       | 石倉                  | 新垣                  | 新垣                  | 武宮 | 武宮 | 小林 |
| 六段戦優勝 新垣武     |                       |                       |                       |                       | 新垣                  | 新垣                  | 武宮 | 武宮 | 小林 |
| 七段戦準優勝 谷宮悌二 |                       |                       |                       |                       |                       | 新垣                  | 武宮 | 武宮 | 小林 |
| 九段戦5位 武宮正樹    |                       |                       |                       |                       |                       |                       | 武宮 | 武宮 | 小林 |
| 八段戦優勝 川本昇     | 八段戦優勝 川本昇     | 八段戦優勝 川本昇     | 八段戦優勝 川本昇     | 八段戦優勝 川本昇     | 八段戦優勝 川本昇     | 八段戦優勝 川本昇     | 白石 | 武宮 | 小林 |
| 九段戦3位 白石裕      |                       |                       |                       |                       |                       |                       | 白石 | 武宮 | 小林 |
| 七段戦優勝 小林覚     | 七段戦優勝 小林覚     | 七段戦優勝 小林覚     | 七段戦優勝 小林覚     | 七段戦優勝 小林覚     | 七段戦優勝 小林覚     | 七段戦優勝 小林覚     | 小林 | 小林 | 小林 |
| 九段戦3位 本田邦久    |                       |                       |                       |                       |                       |                       | 小林 | 小林 | 小林 |
| 八段戦準優勝 安倍吉輝 | 八段戦準優勝 安倍吉輝 | 八段戦準優勝 安倍吉輝 | 八段戦準優勝 安倍吉輝 | 八段戦準優勝 安倍吉輝 | 八段戦準優勝 安倍吉輝 | 八段戦準優勝 安倍吉輝 | 苑田 | 小林 | 小林 |
| 九段戦5位 苑田勇一    |                       |                       |                       |                       |                       |                       | 苑田 | 小林 | 小林 |

### 最高棋士決定戦
林海峰本因坊、小林光一十段・九段戦優勝、片岡聡天元、加藤正夫王座、大竹英雄碁聖と、全段争覇戦ベスト4の小林覚、武宮正樹、白石裕、苑田勇一、九段戦準優勝の坂田栄男、本因坊戦挑戦者の淡路修三の11名が出場。決勝三番勝負は武宮が小林光一に2-1で勝って、初の挑戦者となった。武宮は「碁も人柄も尊敬している治勲さんと七番勝負を打てるのが嬉しい」と語った。また読売新聞紙上の七番勝負予想座談会では、これまで大模様の棋風というイメージの強い武宮について藤沢秀行は「最近は大模様一辺倒ではない」と評した。
|  | 1回戦    | 1回戦 |          |   | 準々決勝 | 準々決勝 |          |   | 準決勝 | 準決勝 |          |   | 決勝 | 決勝 |
|  |          |       |          |   |          |          |          |   |        |        |          |   |      |      |
|  | -        |       |          |   |          |          |          |   |        |        |          |   |      |      |
|  |          |       |          |   |          |          |          |   |        |        |          |   |      |      |
|  | 小林覚   | ×     |          |   |          |          |          |   |        |        |          |   |      |      |
|  | 小林覚   | ×     | -        |   |          |          |          |   |        |        |          |   |      |      |
|  | 大竹英雄 | ○     |          |   |          |          |          |   |        |        |          |   |      |      |
|  | 大竹英雄 | ○     | 大竹英雄 | ○ |          |          |          |   |        |        |          |   |      |      |
|  |          |       | 大竹英雄 | ○ |          |          |          |   |        |        |          |   |      |      |
|  |          |       | 加藤正夫 | × |          |          |          |   |        |        |          |   |      |      |
|  |          |       | 加藤正夫 | × |          |          |          |   |        |        |          |   |      |      |
|  |          |       | -        |   |          |          |          |   |        |        |          |   |      |      |
|  |          |       |          |   |          |          |          |   |        |        |          |   |      |      |
|  |          |       | 大竹英雄 | × |          |          |          |   |        |        |          |   |      |      |
|  | -        |       | 大竹英雄 | × |          |          |          |   |        |        |          |   |      |      |
|  |          |       |          |   |          |          | 小林光一 | ○ |        |        |          |   |      |      |
|  | 苑田勇一 | ○     |          |   |          |          | 小林光一 | ○ |        |        |          |   |      |      |
|  | 苑田勇一 | ○     | -        |   |          |          |          |   |        |        |          |   |      |      |
|  | 白石裕   | ×     |          |   |          |          |          |   |        |        |          |   |      |      |
|  | 白石裕   | ×     | 苑田勇一 | × |          |          |          |   |        |        |          |   |      |      |
|  |          |       | 苑田勇一 | × |          |          |          |   |        |        |          |   |      |      |
|  |          |       | 小林光一 | ○ |          |          |          |   |        |        |          |   |      |      |
|  |          |       | 小林光一 | ○ |          |          |          |   |        |        |          |   |      |      |
|  |          |       | -        |   |          |          |          |   |        |        |          |   |      |      |
|  |          |       |          |   |          |          |          |   |        |        |          |   |      |      |
|  |          |       | 小林光一 | 1 |          |          |          |   |        |        |          |   |      |      |
|  |          |       | 小林光一 | 1 |          |          |          |   |        |        |          |   |      |      |
|  |          |       |          |   |          |          |          |   |        |        | 武宮正樹 | 2 |      |      |
|  |          |       |          |   |          |          |          |   |        |        | 武宮正樹 | 2 |      |      |
|  |          |       | -        |   |          |          |          |   |        |        |          |   |      |      |
|  |          |       |          |   |          |          |          |   |        |        |          |   |      |      |
|  | 片岡聡   | ○     |          |   |          |          |          |   |        |        |          |   |      |      |
|  | 片岡聡   | ○     |          |   |          |          |          |   |        |        |          |   |      |      |
|  |          |       | 林海峰   | × |          |          |          |   |        |        |          |   |      |      |
|  |          |       | 林海峰   | × |          |          |          |   |        |        |          |   |      |      |
|  |          |       | -        |   |          |          |          |   |        |        |          |   |      |      |
|  |          |       |          |   |          |          |          |   |        |        |          |   |      |      |
|  |          |       | 片岡聡   | × |          |          |          |   |        |        |          |   |      |      |
|  |          |       | 片岡聡   | × |          |          |          |   |        |        |          |   |      |      |
|  |          |       |          |   |          |          | 武宮正樹 | ○ |        |        |          |   |      |      |
|  |          |       |          |   |          |          | 武宮正樹 | ○ |        |        |          |   |      |      |
|  |          |       | -        |   |          |          |          |   |        |        |          |   |      |      |
|  |          |       |          |   |          |          |          |   |        |        |          |   |      |      |
|  | 坂田栄男 | ×     |          |   |          |          |          |   |        |        |          |   |      |      |
|  | 坂田栄男 | ×     | -        |   |          |          |          |   |        |        |          |   |      |      |
|  |          |       | 武宮正樹 | ○ |          |          |          |   |        |        |          |   |      |      |
|  | 淡路修三 | ×     | 武宮正樹 | ○ |          |          |          |   |        |        |          |   |      |      |
|  | 淡路修三 | ×     |          |   |          |          |          |   |        |        |          |   |      |      |
|  | 武宮正樹 | ○     |          |   |          |          |          |   |        |        |          |   |      |      |
|  | 武宮正樹 | ○     |          |   |          |          |          |   |        |        |          |   |      |      |

### 挑戦手合七番勝負
趙治勲に武宮正樹が挑戦する七番勝負は、1985年1月に開始された。両者の番碁は1981年の本因坊戦以来2回目（趙4-2武宮）。1月16-17日の第1局は、ソウル市で行われた。韓国での開催については、趙が棋聖位を獲得した1983年に趙から提案があり、また韓日議員連盟による招請もされていた。1984年9月に全斗煥大統領の来日で日韓親善ムードの高まりもあって、11月25日の読売新聞紙面で韓国開催が発表された。1月14日に一行が金甫空港に到着すると、趙の両親が出迎え、報道陣やファンが取り囲んだ。その後李文化広報相を表敬訪問し、続いて対局場となるホテル・ロッテで記者会見、韓国の趙治勲後援会による歓迎会が行われた。1月15日は豪雪となったため、観光等は中止、坂田栄男日本棋院理事長、安藤武夫渉外担当理事らが韓国棋院を表敬訪問し、夜には前夜祭が行われた。16日からの対局は、ホテル33階のロイヤルスイートルームで行われ、控え室には坂田、立会人小林光一や、韓国の棋士曺薫鉉らが詰め、記録係は新海洋子と相沢薫が務め、ホテル2階にはモニターテレビによる特設観戦場が設けられ多くのファンがつめかけた。序盤は先番趙の並び小目、白番武宮の二連星の布石で始まり、黒はコゲイマジマリから2隅の星に三々入りして実利を稼技、白が中央を大きく囲う展開。白の下辺から中央の大模様を黒が巧妙に荒らし、黒7目半勝ち。趙は局後の検討中に特設会場に呼ばれて挨拶、その後KBSテレビのインタビューを受けるなどの異例づくめの対応となった。
第2局は名古屋市のナゴヤキャッスルで行われ、先番武宮が三連星からの大模様を荒らしに来た白の大石を撲殺して中押勝。第3局はホテルニューオータニ博多で行われ、先番趙が攻勢だったが、白が上辺を捨てて大模様となり、中央の黒石を仕留めて中押勝、武宮連勝となった。
第4局は札幌プリンスホテルで、地元地崎工業会長地崎宇三郎秘蔵の碁盤用いられた。先番武宮が三連星から攻勢となりやや優勢だったが、白がじっくりと追い上げて半目勝ち、2勝2敗のタイに戻した。第5局は富山市の名鉄トヤマホテルで行われ、先番趙の二連星で始まったが、白の武宮が手厚く打ち進めて優勢。しかしその後黒が下辺の白を攻め立てながら右辺の黒地を破って逆転。白が中央の黒地を削減に行ったところで黒が応手を誤って地中で手が生じて再逆転、白の中押勝となった。
熱海後楽園ホテルで行われた第6局も、先番武宮の三連星から中央の大模様となり、突入した白の死活が問題となり、この白がしのいで、白4目半勝ちし、3勝3敗のタイとなった。最終第7局は東京紀尾井町福田屋で行われ、握り直して武宮の先番。三連星から黒の大模様、白の実利という展開となったが、白地が大きく1目半勝。趙が4勝3敗で防衛、棋聖位3連覇を果たした。局後に趙は「武宮さんに追い詰められて、6局目で首が飛んでもおかしくなかった。勝てたのは幸運以外の何物でもありません」、また「こんどの七番勝負の感想は、一言でいって疲れました。毎局あんな死ぬか生きるかの碁になっては、やはりくたびれますよ」「武宮さんの素晴らしい中央作戦に、碁の広さというものをつくづく感じさせられたシリーズでもありました。」と語った。
また第1局時の韓国の模様は、沢木耕太郎が「帰郷」と題するルポタージュを書き『月刊プレイボーイ』4月号に掲載された。沢木は第7局でも対局控え室を訪れた。
 （△は先番）

## 対局譜

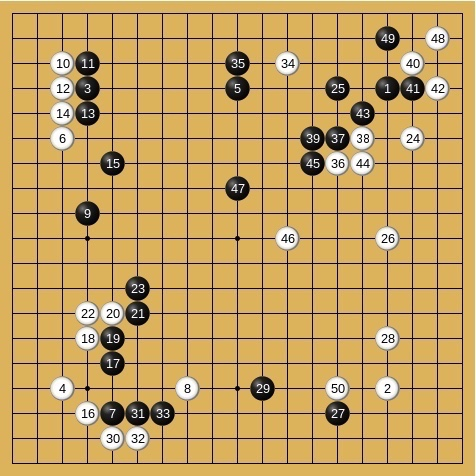
挑戦手合第7局 1-50手

第9期棋聖戦挑戦手合七番勝負第7局 1984年3月7-8日 趙治勲棋聖-武宮正樹九段(先番)
3勝3敗のタイスコアで迎えた第7局、握り直して先番となった武宮の三連星で始まる。白14のピンツギは、白も辛抱する分、黒にも厚みを作らせない手という。黒19はここの石を上辺の模様に関連付けようという手で、黒21は一時間半の長考。黒23と好形のノビきりを得た。白22では20の上にノビるのも考えられた。白34、黒35に、白が逃げ出すのは黒からの攻めがきついと見て、白36、40と、34の石は見捨てる方針となったが、こうなると34、35の交換は味消しであり、また黒43、45が厚くて気持ちのいい手になった。しかし白46が好点で、これに対する黒47が楽観による緩い手で、中央を守るより右辺打ち込みなどの方が大きかった。この後、黒が46の石を取り込みに行き、その間に白は下辺を地にする展開となり、細かいながら白に残る形勢となった。二日目の19時36分に終局、159手まで白1目半勝となり、通算4勝3敗で趙治勲が規制位を防衛した。

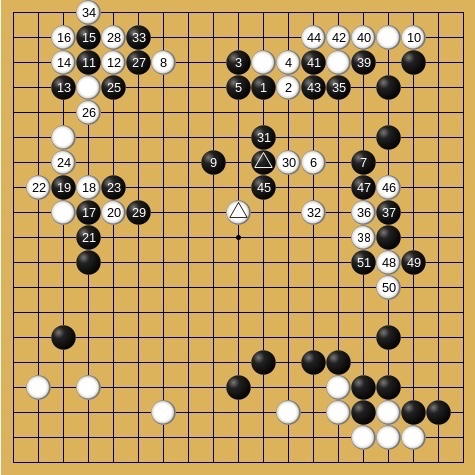
挑戦手合第2局 35-85手

第9期棋聖戦挑戦手合七番勝負第2局 1985年1月30-31日 趙治勲棋聖-武宮正樹九段(先番)
この七番勝負で武宮の先番は全て三連星で、大模様と実利の大綱という碁形になっている。第2局も、黒▲に広げて、白△に消しに来た場面で、黒が囲う手を打つなら白も打てると見ている。そこで黒1（35手目）ともたれて打ち、中央白を睨んでいるため、白も強く反発できない。白8では20周辺で左辺黒に圧力をかけながら、中央に連絡を図るのが有力だった。黒11から隅に味付けをして、黒17からを効かす手順が巧妙で、黒29まで抱えることになって優勢となった。白30、32と中央を居直るが、黒35で上辺との連絡を断たれてシノギの有無が勝負になった。黒地を減らしながら大きく生きようとする白48、50に対して、黒51と切って、この黒石は取れず、周辺の黒が厚いために二眼を作れる見込みもなく白は全滅。109手まで黒中押勝となった。

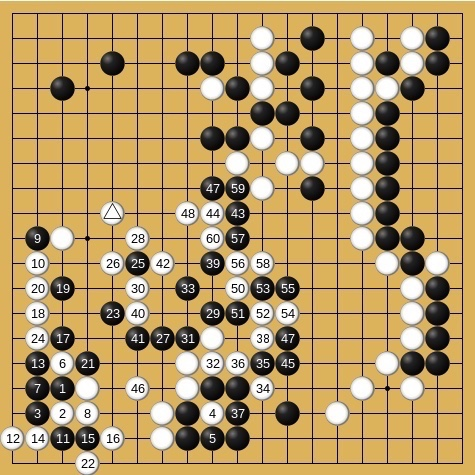
戦手合第3局 77-136手

第9期棋聖戦挑戦手合七番勝負第3局 1985年2月6-7日 趙治勲棋聖(先番)-武宮正樹九段
第3局は、序盤右上隅の折衝で黒が主導権を取ったが、黒41手目が白の筋に入った手で、黒は上辺白4子を取り、白は中央を突き抜く分かれとなり、白の大模様のまとまり具合が焦点となった。黒は下辺と右辺で稼いだため、白は左辺△に大きく広げ、図の黒1(79手目)の荒らしに対しては、白12と目を奪って丸ごと取りに行き、盤全体の詰碁となった。黒39で42と打ち。白30の左、白が中央を連絡に行けば、黒は左下の白を切り離して、細かい碁になりそう。黒47で57、白59、黒50でシノグことができた。また黒55で57の右、白56、黒58でもシノギがあった。持ち時間の少ない趙は黒55としたために、白56以下で大石を仕留め、204手まで白中押勝、武宮が2勝1敗と先行することとなった。

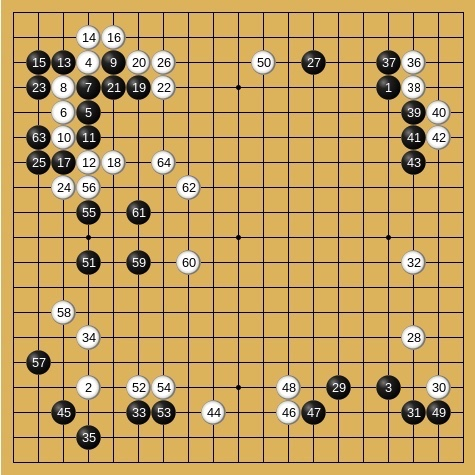
戦手合第5局 1-64手

第9期棋聖戦挑戦手合七番勝負第5局 1985年2月6-7日 趙治勲棋聖(先番)-武宮正樹九段
第4局を趙が1目半勝ちして、第5局は、白番武宮が左上隅で大ナダレで勢力を取る定石になり、左下でも黒35、57と実利を稼ぐ間に、白60、62、64と中央を厚く構え、左辺黒は低く渡る形となり、白優勢となった。その後黒は下辺白を切り離して圧力をかけて差を詰め、右辺で白130が悪く右辺の地を破られ、黒が逆転して優勢となった。その後中央の黒地を削減に行った時に黒が最強で応じたために手が生じ、再逆転で174手まで白の中押勝となった。この後は武宮得意の大模様の碁ではなかったが、手厚く打ち進める白番の名局と言われた。

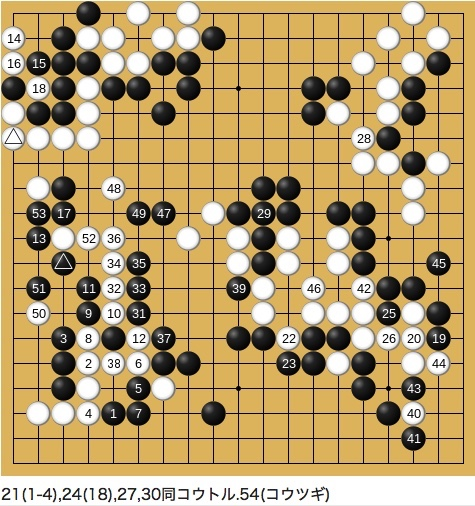
全段争覇戦決勝 109-162手

第9期棋聖戦全段争覇戦決勝 1984年8月30日 武宮正樹九段-小林覚七段(先番)
全段争覇戦は、七段戦優勝の小林覚と、九段戦5位の武宮正樹の決勝となった。序盤右上で黒が中央を厚く打ち、白がコウで隅を取る間に黒は右下の攻めに回り、その効果で下辺を大きく地にした。その後白が有望な局面だったが、黒が左辺を荒らしに行き、黒▲とサバキを求めた時に、白が左上隅のハネツギ（△）を利かそうとしたが、この隅は白18以下コウになるところなために手を抜かれ、黒1(109手目)の痛撃を受け、左上のコウを争いながら左下隅をいじめられ、黒39、47、49と中央白4子をもぎり取られて、黒優勢となった。195手まで黒中押勝で、小林は全段争覇戦初優勝、最高棋士決定戦に初出場するが、初戦で大竹英雄に敗れた。

## 注
1. ↑  『棋道』1985年2月号
2. ↑  『棋道』1985年5月号「碁の広さを感じた」
3. ↑  『棋道』1985年5月号「武宮宇宙流放談 スーパーヒーローに挫折はない」